# Emil Milev
Emil Milev (n. 2 mai 1968, Sofia, Republica Populară Bulgaria) este un trăgător de tir ce a reprezentat Bulgaria, medaliat olimpic. A participat la 6 ediții ale Jocurilor Olimpice (1992, 1996, 2000, 2004, 2012, 2016) în care a câștigat o medalie de argint.